# リッチー・トーレス
リッチー・トーレス (Ritchie John Torres、1988年3月12日 - )は、ニューヨーク州ブロンクス出身のアメリカの政治家。2020年11月の総選挙で民主党から出馬しニューヨーク第15選挙区から下院議員に選出された。この選挙により、モンデア・ジョーンズと共に、ゲイであることをカミングアウトしているアフリカ系ヒスパニック系男性、アフリカ系男性として初めての下院議員となった。

## 概要
1988年、プエルトリコ出身の父親と、アフリカ系アメリカ人の母親のもとに生まれ、ニューヨークのブロンクスで育った。母は父と離婚し、カビや鉛害のある粗悪なスロッグズ・ネックの公営住宅でリッチーを含む三人の子どもを育てた。
2013年、ニューヨーク市議会選挙で当時25歳という最年少で当選し、コリー・ジョンソンとならび、初のオープンリー・ゲイの市議会議員となった。
2020年6月の民主党予備選挙では、これまでLGBTsや同性婚に対する差別発言を繰り返していた77歳のルベン・ディアス・シニアを破り、第15選挙区の候補者に選ばれた。11月の総選挙で当選し、民主党で同じくニューヨーク第17区選出のモンデア・ジョーンズと共に、初のオープンリー・ゲイの黒人議員となった。